# 費樹蔚

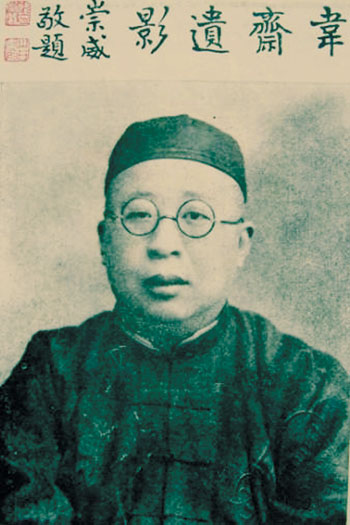

費樹蔚（1883年—1935年）字仲深，號韋齋，又號願梨、左梨、左癖、迂瑣，江苏省吴江县同里鎮人，柳亞子的堂舅暨表舅。中华民国政治人物、诗人。

## 生平
費樹蔚19歲中秀才。后来他受到吳大澂赏识，吳大澂把女兒吳本靜嫁給了費樹蔚。
民國4年（1915年）7月，費樹蔚任北京政府肅政史，因为和袁世凱的長子袁克定同為吳大澂的女婿，所以很受袁世凱信赖。9月底，费樹蔚見袁世凯有称帝意，曾经勸諫，即匆匆留书请假，离开北京。11月，他辞职闲居蘇州，和章太炎、金松岑、張仲仁等人作詩文酬答，和張仲仁并稱為“蘇州二仲”。民国16年（1927年）5月8日，國民黨軍警秘密逮捕柳亞子，却错誤地逮捕了柳亞子的妹夫淩誦益，后来淩誦益經費樹蔚營救出狱。他曾任信孚銀行董事長，吳江紅十字會會長。
1935年，費樹蔚逝世。

## 著作
- 《費韋齋集》

## 家庭
- 曾祖父：费兰墀，字秀生，号朵云，嘉庆七年（1802年）壬戌科进士。

- 祖父：费元镕，字伯瀛，号东洲，道光举人，休宁训导。

- 伯父：费延庆，国子监学政。

- 父亲：費延釐，同治四年（1865年）进士。

- 堂姐：费漱芳，费延庆之女，柳亚子之母。

- 夫人：吴本静（馨逸），吴大澂的幼（第七）女。

- 大姨子：吴本娴，吴大澂的第六女，袁克定夫人。

- 长子：费福焘（1904-1963）。

- 长媳：张钟来（字紫東，補園主人張履謙孫，昆曲名家）长女张清芬。

- 次子：费福熊（1905-1945），又名费巩 。

- 次媳：袁克定之女袁家第，又名袁慧泉（1908-1089）。

- 独女：费福燕（1906-1988），字令宜。

- 女婿：王守竞（1904-1984），字井然，王颂蔚之孙，王季同（1875-1948）之子，何泽慧（1914-2011）表哥。

- 三子：费福煦（1909-1971）。

- 三媳：方诗群。

- 外甥：柳亚子（1887-1958），原名慰高，字稼轩，号亚子。